# Ola
För andra betydelser, se Ola (olika betydelser).
Mansnamnet Ola är kortform av Olav som i sin tur är en västnordisk form av Olof. Olof är ett fornnordiskt namn som betyder 'ättling'. Före 1900-talet användes namnet, förutom i Norge, främst i södra och västra Sverige. Varianten Ole förekommer i Danmark och Norge.
Ola började användas som dopnamn i större utsträckning i Sverige först på 1900-talet. På 00-talet var trenden snabbt nedåtgående. Den 31 december 2005 fanns det totalt 21 176 personer i Sverige med namnet Ola, varav 9 785 med det som tilltalsnamn. År 2003 fick 106 pojkar namnet, varav 12 fick det som tilltalsnamn.
Ola är ett av få mansnamn som slutar på -a. Två andra exempel är Gösta och Noa. Annars är nästan alla svenska namn som slutar på -a kvinnonamn.
Namnsdag i Sverige: 19 april, (1986–1992: 29 juli). I den finlandssvenska namnsdagslängden har Ola namnsdag 29 juli sedan 2000.
Ola förekommer som kvinnonamn i Ryssland, Ukraina, Polen, USA och Egypten.

## Personer med namnet Ola
- Ola Ahlvarsson, svensk entreprenör och idrottsman
- Ola Alterå, svensk f.d. politiker, ämbetsman och numera affärsman
- Ola Andersson (politiker) (1837–1919)
- Ola Andersson (fotbollsspelare), fotbollsspelare, född 1966
- Ola KK Andersson, tecknare född 1933
- Ola Andersson (ishockeyspelare), ishockeyspelare, född 1962
- Ola Anderson, arkitekt i Helsingborg
- Ola Andersson (arkitekt, född 1961), arkitekt och författare, född 1961
- Ola Andersson (gitarrist), svensk gitarrist i Mystikens Vacuum och Cortex 1984–1988
- Ola Andersson (psykoanalytiker) (1919–1990)
- Ola Aurell, svensk musiker och standup-komiker
- Ola Backström, svensk musiker, konstnär
- Ola Bauer (1943-1999) norsk författare
- Ola Bergström, svensk musiker och skådespelare född 1984
- Ola Billger, svensk journalist född 1972
- Ola Billgren, svensk konstnär
- Ola Bjurman, svensk musiker, född 1962
- Ola Björkman, svensk skådespelare
- Ola Borten Moe, norsk politiker
- Ola Bosson Olsson, (1824-1907) "Olsson i Maglehult" svensk riksdagsman
- Ola Brunkert, svensk musiker
- Ola Cappelin, (1868-1948) svensk författare
- Ola Didrik Saugstad, norsk barnläkare
- Ola Ehn svensk kulturhistoriker
- Ola Eliasson svensk operasångare
- Ola Englund svensk musiker
- Ola Ericson svensk serietecknare
- Ola Eriksson svensk bildhuggare
- Ola Esbjörnsson svensk sportfiskare
- Ola Forssmed, svensk skådespelare
- Ola Fougstedt svensk träsnidare
- Ola Fredricson svensk bandyspelare och tränare
- Ola Gerhardt, svensk illustratör och jämtmålsförfattare.
- Ola Gefvert svensk läkare
- Ola Gjeilo, norsk pianist och tonsättare
- Ola Granath, svensk konstnär
- Ola Gummesson, svensk journalist
- Ola Gustafsson, svensk musiker
- Ola Gynäs, svensk militär
- Ola Gäverth, svensk journalist
- Ola Halén, svensk musiker
- Ola Hanson, svensk-amerikansk missionär och lingvist
- Ola Hansson, svensk författare
- Ola Hassis, svensk längdskidåkare
- Ola Hedman, svensk fotograf och musiker
- Ola Hertzberg svensk musiker
- Ola Hjulstad, norsk författare och journalist
- Ola Holmgren, svensk litteraturvetare
- Ola Håkansson, svensk musiker
- Ola Höglund, svensk låtskrivare och textförfattare
- Ola Hörling, svensk musikalartist
- Ola Isacsson, svensk kvarnarbetare och politiker (S)
- Ola Isedal, svensk skådespelare
- Ola Isene, norsk skådespelare och operasångare
- Ola Jeppsson, svensk politiker, f.d. statsråd, f.d. landshövding
- Ola Johansson (bandyspelare)
- Ola Johansson (basist)
- Ola Johansson (politiker), Centerpartiet
- Ola Josefsson, svensk ishockeyspelare
- Ola Joyce, svensk musiker och popartist
- Ola Julén, svensk poet
- Ola Jönsson, svensk lantbrukare och politiker
- Ola Karlsson (cellist)
- Ola Karlsson (politiker)
- Ola Kimrin, svensk amerikansk fotbollsspelare
- Ola Klingberg, svensk författare och översättare
- Ola Klippvik, svensk författare
- Ola Kyhlberg, svensk dövpedagog
- Ola Larsmo, svensk författare
- Ola Larsson, svensk konstnär
- Ola Lasson, "Lasson i Hoby", svensk politiker
- Ola Lauritzson, svensk föreläsare, kostrådgivare och författare
- Ola Lindegren, svensk skådespelare och teaterregissör
- Ola Lindgren, svensk handbollstränare och tidigare handbollsspelare
- Ola Lindholm, svensk programledare, chefredaktör Kamratposten
- Olof Lundberg (1808–1877), bryggare, krögare och donator, även kallad Ola Lundberg
- Ola Lundberg (hembygdsforskare) (1852–1921), hembygdsforskare och författare verksam i Svensköp
- Ola Lundberg (1942–2023), den person som gav Televinken sin röst

- Ola Lustig, svensk radiopratare
- Ola Magnell, svensk musiker
- Ola Månsson, svensk handbollsspelare och tränare
- Ola Månsson i Gårdlösa, Skåne, ledamot av bondeståndet 1847-1856 och farfar till Charles Lindbergh.
- Ola Månsson i Jämshög, Blekinge, (1821-1895) ledamot av riksdagens andra kammare
- Ola Möller (politiker) (1983-), socialdemokratisk politiker
- Ola Möller (författare) (1984-), författare och designer
- Ola Nilsson i Rebbelberga (1815-1891) – svensk riksdagsman
- Ola Nilsson i Ranseröd (1837-1920) – svensk riksdagsman
- Ola Nilsson (dirigent) (1935-1973) – svensk dirigent vid Stora Teatern i Göteborg, rektor för Scenskolan (1964-1970)
- Ola Nilsson (författare) (1972-) – svensk författare
- Ola Nilsson (fotbollsspelare) (1973-) – svensk fotbollsspelare
- Ola Nilsson (racerförare) (1987-) – svensk racerförare
- Ola Nordebo
- Bert-Ola Nordlander, svensk ishockeyspelare
- Ola Norén, svensk komiker och radiopratare
- Ola Nyberg, svensk illustratör
- Ola Nylander, svensk arkitekt
- Ola Nyquist, svensk forskare och politiker (fp)
- Ola Nyström, svensk musiker
- Ola Ohlsson "Ohlsson i Näsbygård" svensk politiker
- Ola Olofsson, svensk beachvolleybollspelare
- Ola Olsson (manusförfattare)
- Ola Olsson (politiker) "Olsson i Maglehult"
- Ola Olsson (1823–1888), svensk spelman och folkmusiker
- Ola Rapace, svensk skådespelare
- Ola Salo, svensk musiker
- Ola Skinnarmo, svensk äventyrare
- Ola Ström, svensk skådespelare
- Ola Svensson (född 1986), svensk artist och låtskrivare
- Ola Svensson (född 1964), svensk fotbollsspelare (Halmstads BK, IFK Göteborg)
- Ola Svensson (född 1967), svensk fotbollsspelare (Degerfors IF)
- Ola Svensson (född 1980), svensk fotbollsmålvakt
- Ola Svensson (född 1975), svensk förläggare
- Ola S. Svensson (1963–1995), svensk studentpolitiker
- Ola Söderholm, svensk ståuppkomiker och journalist
- Ola Tidman, svensk fotbollsmålvakt
- Ola Toivonen, svensk fotbollsspelare
- Ola Tunander, svensk professor vid fredsforskningsinstitutet PRIO
- Ola Ullsten, partiledare för Folkpartiet, statsminister 1978–1979
- Ola Vigen Hattestad, norsk längdåkare
- Ola Viker, norsk författare, bonde och advokat
- George A. Olah, ungersk-amerikansk kemist, nobelpristagare 1994

## Övriga personer med Ola i förnamnet
- Per-Ola Eriksson, politiker (c), f.d. landshövding
- Per-Ola Lindberg, simmare
- Bert-Ola Nordlander, svensk ishockeyspelare
- Per Ola Olsson (född 1960), svensk skolledare och lundaprofil
- Per-Ola Olsson (friidrottare) (född 1961), före detta sprinter och bobsleighåkare
- Per-Ola Olsson (skribent) (född 1980), svensk bonde, skribent och debattör

## Signatur
- Rit-Ola för Jan-Erik Garland, svensk sportjournalist och tecknare